# غيارو
غيارو (باليابانية: ギャル)) ‎[غياꜜرو]‏ و التى تعني فتاة أو بنت ، و هي نوع من ثقافة موضة الشارع اليابانية . المصطلح غيارو عبارة عن نقرحة يابانية للكلمة الإنجليزية دارجة غال .

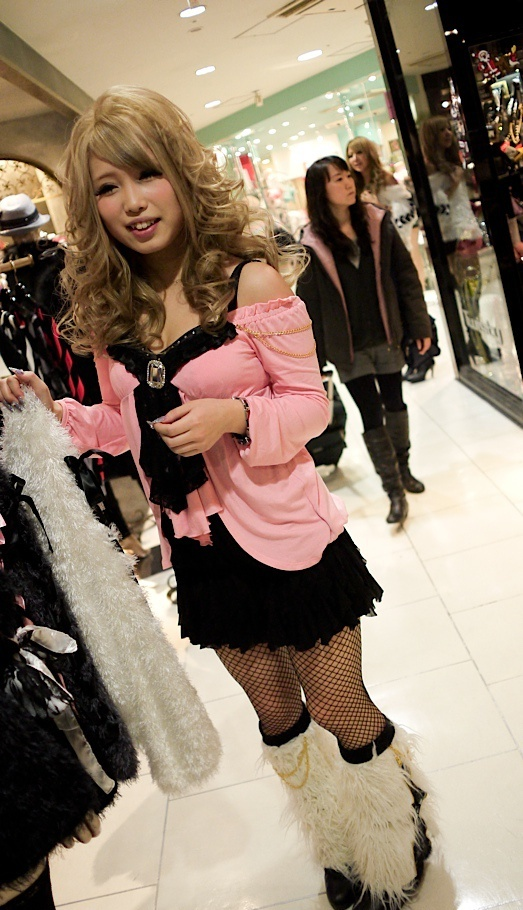
صورة تصور موظفة متجر ترتدي ملابس من ثقافة جيارو لأحدى علامات الازياء التجارية اليابانية جولدس انفنتي (تعود لـ30 نوفمبر من عام 2010 م)

تم تقديم مصطلح غيارو ギャル في اليابان من قبل شركة ملابس الجينز الأمريكية لي ، التي قدمت نوعًا جديدًا من ملابس الجينز لعلامتها التجارية رانجلر . عندما تم إطلاق نوع ملابس الجينز النسائية الجديدة "غالز" في فترة السبعينيات من القرن المنصرم ؛ تم استخدام المصطلح بسرعة خارج علامته التجارية الأصلية وتم اعتماده لوصف أزياء الغيارو بصفة عامة بحلول عام 1972 م  ظهرت ثقافة الغيارو في ذروتها كثقافة فرعية في فترة هيسي.
أثرت ثقافة الغيارو تأثير كبير على الموضة و الاقتصاد الياباني ، و العالمي و بالإضافة إلى ذلك تعد ممثل لقوة اليابان الناعمة في العالم ضمن رؤية اليابان الرائعة في شمال شرق قارة آسيا .  
تشعبت موضة الغيارو للكثير من العلامات التجارية و ذلك قبل أن تنخفض بسبب عدم الاستقرار المالي في السوق اليابانية و التغيرات في الفئة الديموغرافية المستهدفة .  وصل استعمال المصطلح لذروته في بداية العقد الأول من القرن الواحد و العشرين قد أنخفض من ذلك الحين . 
هذا الانخفاض قد نُسب إلى التحولات في صناعة المجلات . و المبالغة في الاسلوب إلى حد المغالة ضمن استخدام و تقدم في نمط . وسائل الإعلام الغربية . و السياسات التي تفرضها الحكومة . 
لقد تم تطبيق مصطلح موضة الغيارو في تلك الفترة على فئة ديموغرافية أقدم و هذا أدى إلى افتقار واضح في عدم اهتمام الفتيات بالعمل أو الزواج فبالتتالي تم وصفهن بالطفوليات أو المتصابيات . نظرًا لماضي و الحاضر الحالي المرتبط بين مصطلح موضة الغيارو والكوغيارو فتم استخدام المصطلحين معًا بالتبادل ; لكن مصطلح الكوغيارو لديه تاريخ أطول مما يملكه مصطلح الغيارو و تاريخ مشابه للغيارو فلقد شهد العديد من المواطنين اليابانيين مولد موضة الغيارو ، تأثيرها و تراجعها
فلم يكن لدى المواطنون اليابانيون أي نية لتقليد أسلوب الملابس الأمريكي اليومي أو نسخ نمط مشابه لها .  لكن بعض اليابانيون يرفضون هذا الأعتقاد

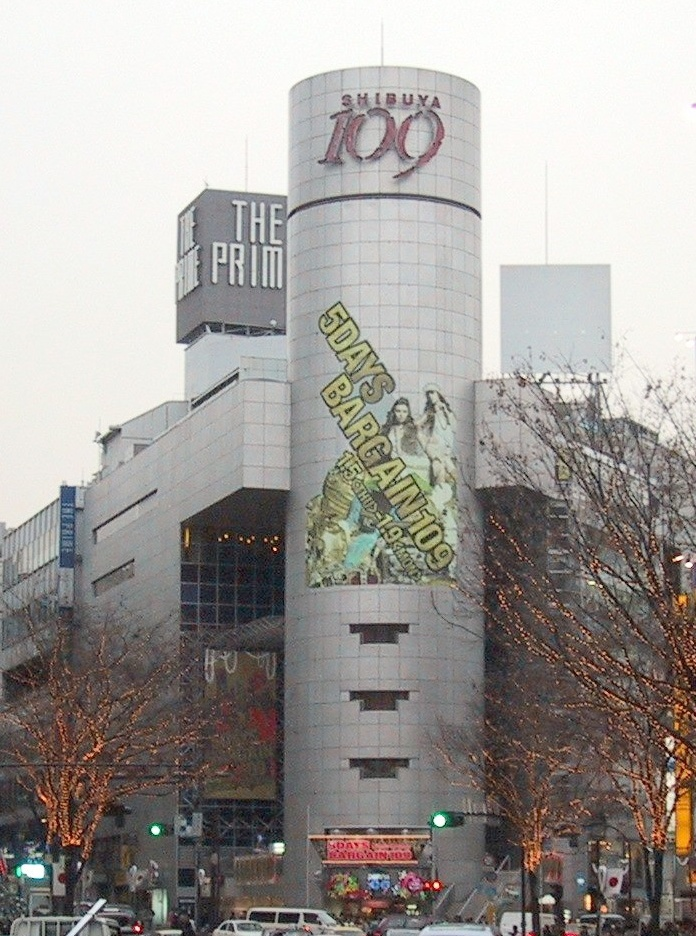
متجر شيبويا 109 ترجع لعام 2006

يعد متجر شيبويا 109 متعدد الأقسام ، الذي يقع مقره في تقاطع محطة شيبويا في العاصمة اليابانية طوكيو ، و هو المحل الأكثر شيوعًا لشراء الملابس على طراز موضة الغيارو و هو المكان الذي ظهرت فيه ثقافة الموضة التي أصبحت أكثر وضوحًا . في أوائل العقد الأول من القرن الحادي والعشرين، أصبح متجر شيبويا 109 مصدرًا لأحدث العناصر أو العلامات التجارية العصرية لموضة الغيارو ، بدءًا من العلامات التجارية الشهيرة والمعترف بها على نطاق واسع لموضة الغيارو إلى المصممين المحليين المستقلين داخل هذا المتجر متعدد الأقسام. على الرغم من أن متجر شيبيويا 109 بدأ كمصدر رئيسي للملابس موضة الغيارو ، إلا أن الشعبية المتزايدة للأسلوب شهدت تشعب العلامات التجارية، مع توفر علامات تجارية مختلفة من الملابس في المتاجر المنبثقة، أو في المؤتمرات أو من خلال المتاجر الإلكترونية التي تقدم خدمة الشحن الدولي. كما أدى بيع الملابس و إكسسوارات غيارو وبيعها إلى زيادة توافرها.
تمتاز الغيارو بصبغ الشعر باللون الاصفر أو الاشقر و ارتداء عدسات العين الخضراء أو الزرقاء و الجوارب البيضاء الطويلة الفضفاضة و تطويل الأظافر أو استعمال الاظافر الصناعية
ظهرت ثقافة الغيارو في الأنمي و المانغا و الألعاب الإلكترونية مثل أنمي حبيتي هي غيارو